# François Sully
François Sully (* 7. August 1927 in Paris; † 23. Februar 1971 in Long Binh, Vietnam) war ein französischer Journalist und Fotograf, der von den Kriegen in Vietnam berichtete. 1971 kam er bei der Explosion eines Hubschraubers ums Leben.

## Biographie
François Sully kämpfte im Alter von 17 Jahren in der Résistance gegen die deutsche Besetzung Frankreichs im Zweiten Weltkrieg und wurde dabei verwundet. Später trat er den französischen Streitkräften in Französisch-Indochina bei. 1947 verließ er die Armee und übernahm eine Teeplantage. Dabei ließ er einen Baum roden, in dem nach dem Glauben der Vietnamesen ein Geist lebte. Wie Sully selbst später berichtete, starb kurz darauf der Aufseher, woraufhin alle Arbeiter die Plantage verließen, da sie glaubten, der Geist würde sie aus Rache töten. Daraufhin musste er die Plantage aufgeben. Später wurde die verlassene Pflanzung von katholischen Siedlern aus Nordvietnam übernommen, die nicht an solche Geister glaubten.
Sully beschloss, als Journalist zu arbeiten, und wurde zunächst Korrespondent für verschiedene vietnamesische und französische Zeitschriften und Zeitungen, ab 1959 arbeitete er für die US-amerikanische Nachrichtenagentur UPI. Er schrieb Artikel für Time, und seine Fotos wurden von Black Star verbreitet, bis er ab 1961 hauptsächlich für Newsweek arbeitete.
1954 wurde Sully von Time Life beauftragt, von der Schlacht um Điện Biên Phủ zu berichten. Er sprang mit dem Fallschirm ab und gelangte zu einiger Berühmtheit unter den Kollegen, weil er – wie stets – seinen weiß-paspelierten blauen Pyjama im Gepäck hatte: „Even in the foxhole, he was the elegant Frenchman.“ („Selbst im Schützengraben blieb er der elegante Franzose.“)  Alles, was er gemacht habe, so schrieb die Newsweek in ihrem Nachruf auf Sully, habe er „mit Stil“ gemacht. Das sei „gut für die Moral“, habe er einem staunenden Kollegen „grinsend“ mitgeteilt. Selbst wenn man nur über wenig Wasser verfügt habe, habe er darauf bestanden, sich zu waschen und zu rasieren. „Anders als wir anderen war er lieber durstig als schmutzig.“ Neben Französisch und Englisch sprach er Vietnamesisch und Laotisch. Er stützte sich in seiner Arbeit auf ein weitgespanntes Netzwerk von Informanten aus allen politischen Lagern. Als er einmal von einem Kollegen nach seinen „Kontakten“ zu Vietnamesen gefragt wurde, antwortete er: „Ich habe keine ‚Kontakte‘, ich habe viele Freunde, und die erzählen mir schon mal etwas.“ Er war bekannt für seine ausnehmende Höflichkeit gegen jedermann, weshalb ihm die Menschen – ob vietnamesische Bauern oder US-amerikanische Soldaten – laut Newsweek ihre wahre Meinung über den Krieg anvertraut hätten.
In Điện Biên Phủ gehörte Sully zu den letzten Journalisten, die vor Ort ausharrten. Viele seiner Kollegen berichteten aus dem relativ sicheren Saigon, er hingeben begab sich immer wieder an Orte, an denen gekämpft wurde, und suchte die Begegnung mit einfachen Vietnamesen. Auch lebte er über zwei Jahrzehnte ständig vor Ort, während die meisten ausländischen Korrespondenten in der Regel spätestens nach 18 Monaten ausgewechselt wurden. Er hegte eine tiefe Abneigung gegen die vietnamesische Oberschicht, die sich aus seiner Sicht ihren Landsleuten entfremdet hatte.
Im September 1962 wurde François Sully, der inzwischen als „Doyen“ der in Vietnam tätigen Journalisten galt, wie auch sein US-amerikanischer Kollege Homer Bigart vom damaligen südvietnamesischen Präsidenten Ngô Đình Diệm des Landes verwiesen. Die Ausweisung von Bigart wurde später nach dem Einschreiten der US-Botschaft zurückgenommen, der Franzose Sully musste das Land jedoch verlassen, da er nach Ansicht des Präsidenten dessen Familie seit Jahren „bösartig verleumde“. Staatlich gelenkte vietnamesische Zeitungen unterstellten Sully, ein Opiumschmuggler und ein Spion der Vietkong zu sein sowie Sexorgien zu organisieren. Nicht alle Journalisten in Vietnam waren solidarisch mit Sully, verstanden aber seine Ausweisung als Warnung, etwa über die Rückschläge der von den USA unterstützten Armee des Präsidenten gegen die Vietkong zu berichten. Auch die Kennedy-Administration misstraute ihm, da er in seinen „niederschmetternden“ Berichten prognostizierte, die USA würden in Vietnam ein ebensolches Debakel wie Frankreich erleben.
Nach seiner Ausweisung aus Vietnam studierte Sully, unterstützt von Newsweek, als Nieman Fellow für Journalismus an der Harvard University, arbeitete dann in den Nachbarländern von Vietnam und kehrte erst nach der Ermordung von Diệm im November 1963 nach Vietnam zurück. Newsweek blieb sein Hauptarbeitgeber, aber er arbeitete als Fotograf und Journalist auch für andere Zeitschriften wie The Nation und The New Republic. 1967 und 1968 schrieb Sully Artikel für die Wirtschaftsnachrichten World News, die seine Texte und Fotos an Business Week, Medical World News und andere Publikationen weitergab. Darüber hinaus veröffentlichte er zwei Bücher. Das Manuskript von Age of Guerilla, das Sully unter dem Bett in seiner Wohnung in Saigon in Sicherheit gebracht hatte, wäre um ein Haar einem Bombardement durch die Vietkong zum Opfer gefallen: „It would have been ironical to see the manuscript of the Age of Guerilla destroyed by guerillas.“
Im März 1971 befand sich François Sully gemeinsam mit General Do Cao Tri und weiteren Soldaten an Bord eines Hubschraubers, der entlang der vietnamesisch-kambodschanischen Grenze patrouillierte. Der Hubschrauber explodierte, und Tri sowie acht weitere Menschen kamen ums Leben. Sully sprang aus dem brennenden Hubschrauber und stürzte rund 20 Meter in die Tiefe. Er erlitt lebensgefährliche Verletzungen, denen er im Krankenhaus des amerikanischen Militärstützpunktes Long Binh drei Stunden später erlag. Er wurde auf dem Europäischen Friedhof Saigon bestattet. Die Erträge aus seiner Lebensversicherung vermachte er vietnamesischen Waisenkindern. Ein Kollege kommentierte seinen Tod: „Das eigentlich Erstaunliche ist, dass er so lange gelebt hat.“ Man geht davon aus, dass in Vietnam bis 1975 über 60 Journalisten durch den Krieg ums Leben kamen. Darunter befand sich ein enger Freund von Sully, der US-amerikanische Kriegsberichterstatter und Politologe Bernard B. Fall, der 1967 durch die Explosion einer Landmine starb. Ihm widmete Sully sein Buch Age of the Guerilla.
Nach Sullys Tod schickte sein Bürokollege Kevin Buckley dessen Unterlagen und Fotos an Newsweek. Von dort gelangten sie an den Sender WGBH Educational Foundation, der sie zur Erstellung der Dokumentation  Vietnam: A Television History nutzte. 1985 wurde das Material der Joseph P. Healey Library an der University of Massachusetts in Boston übergeben.
John Berthelsen, ein früherer Kollege von Newsweek, erinnerte sich 2011: „Sully verstand die vietnamesische Gemeinschaft besser als irgendein anderer im 550 Kopf starken Pressecorps. Er kannte und liebte die Vietnamesen […]. Er war eine Quelle für uns alle und das institutionelle Gedächtnis des Newsweek-Büros, wenn nicht des gesamten Pressecorps.“ Sully habe sich weder von der Regierung in Saigon noch von den „Bauernfängern“ in Washington vereinnahmen lassen; offizielle US-amerikanische Vertreter seien Sully deshalb gegenüber argwöhnisch gewesen und hätten ihn des „Verrats“ verdächtigt. Einige Kollegen hätten vermutet, dass Sully ein Kommunist sei, das sei „nonsense“ gewesen, so Berthelsen: Sully habe fair und ehrlich berichtet. Noch 1985 kam es im New York Magazine zu einer Diskussion darüber, ob und inwieweit François Sully französische Interessen vertreten und Verbindungen zum französischen Geheimdienst gehabt habe.

## Publikationen
- Age of the Guerilla: the New Warfare. Parent's Magazine Press, New York 1968.
- (Hrsg.): We the Vietnamese: Voices from Vietnam. Praeger, New York 1971, ISBN 978-0-275-25470-4.